# Храм Преображения Господня (Пятигорск)
Храм Преображения Господня — католический храм в городе Пятигорск, памятник архитектуры, включён в список культурного наследия. Административно относится к епархии Святого Климента с центром в Саратове. Расположен по адресу: ул. Анисимова, д. 1.

## История
В 30-х годах XIX века при общей численности населения Пятигорска около 1000 человек, католиков насчитывалось в нём более 400 человек, в основном это были сосланные на Кавказ участники польского восстания 1830 года. Во время поездки в 1837 году на Кавказ императора Николая I католики города добились разрешения на строительство храма. Храм в стиле классицизм строился в 1840—1844 годах по проекту братьев Иосифа и Иоганна Бернардацци, членов династии архитекторов Бернардацци, создавших множество архитектурных памятников на Кавказских минеральных водах. Братья Бернардацци не дожили до окончания строительства, его заканчивал другой известный зодчий, англичанин по происхождению Самуил Иванович Уптон.
Торжественное освящение храма Преображения Господня состоялось 6 августа 1844 года. После освящения храм стал центральным храмом северокавказского деканата Тираспольской епархии с центром в Саратове. Накануне первой мировой войны в храме было 1738 прихожан. Богослужения продолжались до 1937 года, в январе 1938 года последний настоятель храма Иоганн Рот был расстрелян, а храм закрыт.
С 1938 по 1980 год здание использовалось под мастерские и склады, в 1980 году отреставрировано и превращено в органный зал.
Восстановление нормальной деятельности Католической церкви в России началось в начале 90-х годов XX века. После регистрации католического прихода в 1992 году он начал добиваться возвращения храма. До 2005 года здание было в совместном ведении филармонии и прихода, концерты и богослужения проходили попеременно. С 2005 года здание полностью возвращено Церкви.